# قاعدة البيانات المحلية للأغذية (الولايات المتحدة)
قاعدة البيانات المحلية للأغذية قاعدة بيانات أنشئت من قبل وزارة الزراعة الأمريكية، توفر القاعدة بيانات المحتوى الغذائي للأغذية التي تحمل علامات تجارية عامة. أصدرت قاعدة البيانات في شهر أغسطس 2015، وتمت مراجعتها في مايو 2016، يحتوي الإصدار الحالي (أي المعيار المرجعي) علي بيانات تشمل 8800 عنصر غذائي وما يصل إلى 150 مكونًا غذائيًا. ويتم تحديث القاعدة ببيانات جديدة في كل عام. ويمكن البحث عن قاعدة البيانات علي شبكة الأنترنت من خلال تقنية رست عبر واجهة برمجة التطبيقات. أو تحميلها.

## وصلات خارجية
- قاعدة البيانات المحلية للأغذية التابعة لوزارة الزراعة الأمريكية